# Münchner Kindl
Münchner Kindl là tên gọi hình vẽ minh họa trong huy hiệu của München. Huy hiệu chính thức này là một cái khiên bằng bạc có hình nhà tu nhìn sang bên phải với một bộ áo tu màu đen có vành vàng kim, mang giày đỏ. Bên tay trái có một cuốn sách tuyên thệ đỏ, tay phải nhất lên để thề nguyền. bên tìm kiếm huy chương với một màu đen-vành đen cowl và giày đỏ, giữ bên trái của mình một lời tuyên thệ màu đỏ, các quyền nêu ra tuyên thệ. Có lẽ cuốn sách tuyên thệ ban đầu là cuốn sách pháp luật thành phố hoặc một cuốn sách Phúc âm và bàn tay thề nguyền đó là một bàn tay ban phước lành. Nhà tu chỉ vào một tu viện trong thành phố, theo đó một giả thuyết, cái tên München bắt nguồn từ đó.